# マックスフィールド・パリッシュ
マックスフィールド・パリッシュ（英: Maxfield Parrish、1870年7月25日 - 1966年3月30日）は、アメリカの画家。イラストレーター。ポスター、雑誌の表紙や挿絵で人気を博した。父は銅版画家兼風景画家、スティーブン･パリッシュ（1845年-1938年）。

## 生涯
ペンシルベニア州フィラデルフィア市で生まれる。本名はフレデリック・パリッシュであるが、ミドルネーム、およびペンネームとして、父方の祖母の旧姓であるマックスフィールドを用いた。
幼い頃から絵の才能を示し、両親は1884年から1886年の間、パリッシュを連れてヨーロッパを旅した。ペンシルベニア州ハバフォードのハバフォード大学で建築を学んだ後、1892年から1895年の間、ペンシルベニア美術アカデミーでロバート・ヴォノーやトマス・アンシュッツに学んだ。卒業後、マサチューセッツ州のアニスクアムに父親とスタジオを開いた。一年後、ドレクセル美術・科学・産業協会（現在のドレクセル大学）に進んだ。そこでは有名なイラストレーターのハワード・パイルが教師をしていて、後にパイルの弟子のイラストレーターたちは「ブランデーワイン派」と呼ばれることになる。
商業美術の世界で仕事を始め、1895年に作品がファッション雑誌「ハーパーズ バザー」に掲載された。「Scribner's Magazine」などの雑誌の仕事も行い、1897年にライマン・フランク・ボームの少年向け書籍の挿絵を描いた。19世紀後半の「イラストレーションの黄金時代」を形成したイラストレーターの一人となった。1900年までにアメリカ芸術家協会(Society of American Artists)の会員になった。1903年にヨーロッパを旅しイタリアを訪れた。1920年代まで多くの商業美術の仕事をした。
その作品において、極めて美しく清澄な青色を表現したことで知られており、この青色は「パリッシュ・ブルー」と呼ばれる。

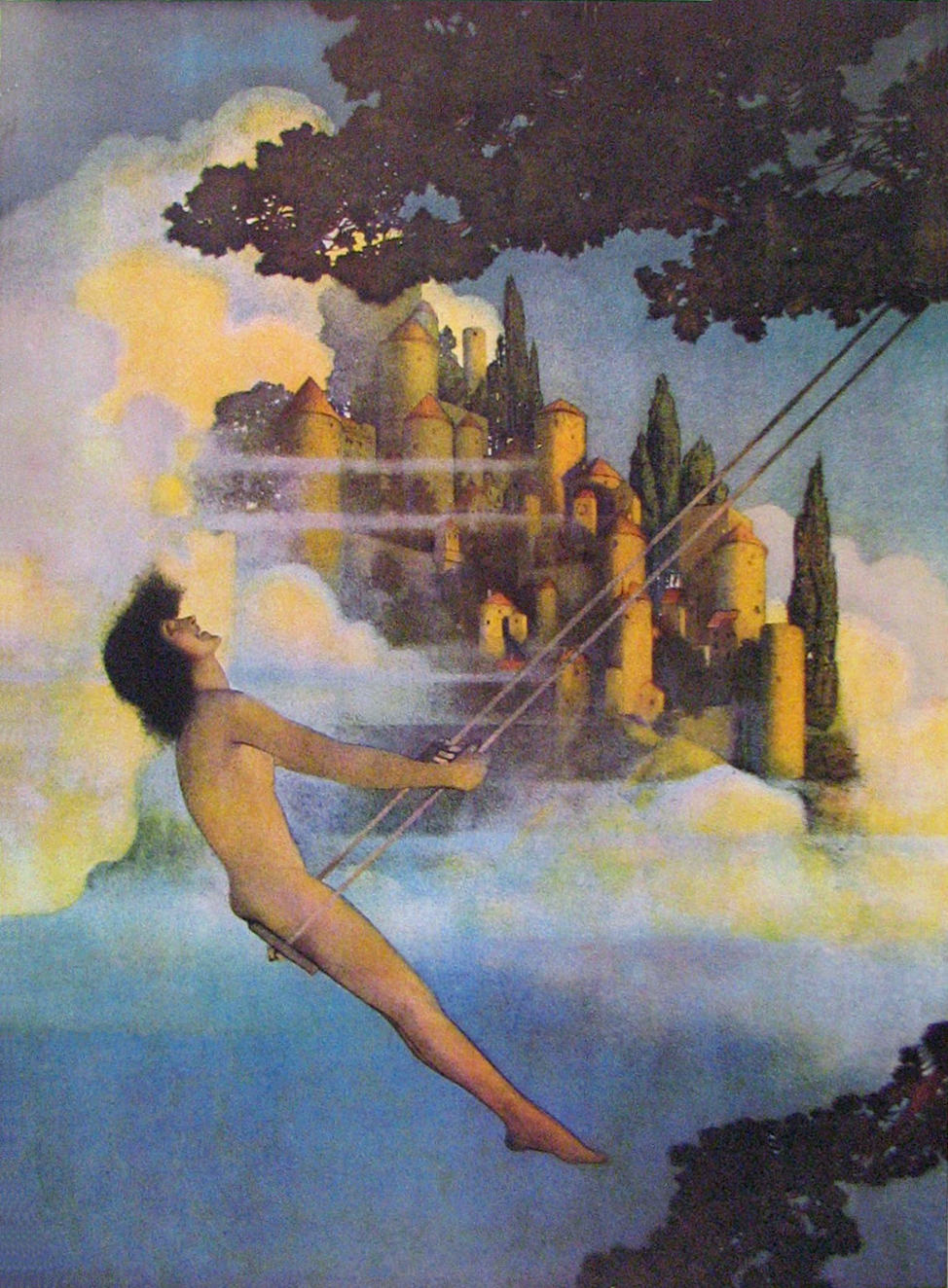
『子どもを想う歌』挿絵（1904年）。「パリッシュ・ブルー」を使用している。